# Banco del Mutuo Soccorso (album)
Banco del Mutuo Soccorso è il primo album del gruppo di rock progressivo italiano omonimo, pubblicato nel maggio del 1972 dall'etichetta discografica Dischi Ricordi.

## Descrizione
La copertina dell'edizione originale in vinile era sagomata a salvadanaio. Dalla feritoia si estraeva una striscia di cartoncino con i volti dei membri del gruppo. L'immagine sulla copertina è dell'illustratore Mimmo Mellino.
I testi sono di Francesco Di Giacomo e Vittorio Nocenzi, musiche di Vittorio Nocenzi.
L’apertura del disco è affidata a “In volo”, intro dalla musica medievaleggiante ed evocativa, il cui testo riprende l’episodio dell’Orlando furioso, “Astolfo sulla Luna”.
Con il secondo pezzo, “R.I.P. “ si cambia totalmente registro, e ci si tuffa in un pezzo rock dai ritmi alti, in cui si racconta una battaglia di un tempo passato vista attraverso gli occhi di un “vecchio soldato”. Nella parte centrale del brano, dove si racconta della sorte di quest’ultimo, l’atmosfera si rilassa e troviamo una melodia melodrammatica di pianoforte accompagnata solo dalla struggente voce di Francesco Di Giacomo.
Il clavicembalo di “Passaggio”, suonato da Vittorio Nocenzi ci introduce a “Metamorfosi”, lungo pezzo quasi interamente strumentale (salvo un breve passaggio cantato verso la fine del brano), pregno di cambi di tempo e di complesse strutture armoniche.
Apre il secondo lato del disco la lunga suite “Il giardino del Mago” (composta da quattro movimenti), composizione che alterna fasi rockeggianti a momenti contemplativi ed onirici di grande efficacia, raccontando di un uomo che, in fuga dal suo mondo, si ritrova a camminare nel fantastico giardino fuori dallo spazio e dal tempo, oltre che da qualsiasi legge umana.
Chiude il disco “Traccia”, outro strumentale affidato alle tastiere.

## Tracce

### LP
Lato A
1. In volo – 2:12
2. R.I.P. (Requiescant in pace) – 6:32
3. Passaggio – 1:12
4. Metamorfosi – 10:52

Durata totale: 20:48
Lato B
1. Il giardino del mago – 18:24
2. Traccia – 2:05

Durata totale: 20:29

### Doppio CD 2012
CD 1
1. In volo – 2:12
2. R.I.P. (Requiescant in pace) – 6:32
3. Passaggio – 1:12
4. Metamorfosi – 10:52
5. Il giardino del mago – 18:24
6. Traccia – 2:05

Durata totale: 41:17
CD2
1. Polifonia – 5:20 – Brano inedito
2. Tentazione – 7:03 – Brano inedito
3. Padre nostro – 7:44 – Brano inedito
4. R.I.P. (Live) – 8:06 – Brano dal vivo, registrato il 28 aprile 2012 a Roma
5. Metamorfosi (Live) – 12:57 – Brano dal vivo, registrato il 28 aprile 2012 a Roma
6. Traccia (Live) – 3:18 – Brano dal vivo, registrato il 28 aprile 2012 a Roma

## Formazione
Gruppo
- Francesco Di Giacomo - voce
- Vittorio Nocenzi - organo Hammond, clarino, voce
- Gianni Nocenzi - pianoforte, clarinetto piccolo mib, voce
- Marcello Todaro - chitarra elettrica, chitarra acustica, voce
- Renato D'Angelo - basso
- Pierluigi Calderoni - batteria

Altri musicisti
- Tom Sinatra - chitarra acustica (40 anni, CD 2 - Polifonia e Tentazione)
- Carlo Micheli - sassofono contralto (40 anni, CD 2 - Padre nostro), akai EVI (40 anni, CD 2 - Polifonia e Tentazione)
- Tiziano Ricci - violoncello (40 anni, CD 2 - Polifonia), basso (40 anni, CD 2 - R.I.P. (Live) e Traccia (Live))
- Rodolfo Maltese - chitarra (40 anni, CD 2 - R.I.P. (Live) e Traccia (Live))
- Filippo Marcheggiani - chitarra, voce (40 anni, CD 2 - R.I.P. (Live) e Traccia (Live))
- Alessandro Papotto - sassofono, clarinetto (40 anni, CD 2 - R.I.P. (Live) e Traccia (Live))
- Maurizio Masi - batteria (40 anni, CD 2 - R.I.P. (Live) e Traccia (Live))

## Classifiche
Album
| Anno | Classifica              | Posizione raggiunta |
| ---- | ----------------------- | ------------------- |
| 1972 | Hit parade Italia Album | 5                   |
| 2020 | Classifica FIMI Album   | 26                  |